# Cathy Cassidy
Cathy Cassidy (* 13. června 1962 Coventry) je britská spisovatelka literatury pro mládež. Dnes žije se svým manželem a dvěma dětmi ve Skotsku.

## Dílo
- Seznam děl v Souborném katalogu ČR, jejichž autorem nebo tématem je Cathy Cassidy
- Hledá se Dizzy (2004)
- Modrá jako indigo (2005)
- Vzkaz v láhvi (2005)
- Scarlett (2006)
- Srdce ze zmrzliny (2007)
- Lucky Star (2007)
- Lásky jedné rusovlásky (2008)
- The Cathy Cassidy Dreams and Doodles Daybook (2008)
- Shine On, Daizy Star (2009)
- Angel Cake (2009)
- Letters to Cathy (2009)
- Daizy Star and the Pink Guitar (2010)
- Cherry Crush - The Chocolate Box Girls (2010)
- Strike a pose, Daizy Star (2011)
- Marshmallow Skye - The Chocolate Box Girls (2011)
- Summer's Dream - The Chocolate Box Girls (2012)
- Daizy Star Ooh La La (2012)
- Coco Caramel - The Chocolate Box Girls (????)
- Sweet Honey - The Chocolate Box Girls (2013)